# Лич, Реджи
Реджи Лич (англ. Reggie Leach род. 23 апреля 1950, Ривертон, Манитоба) — канадский хоккеист, игравший на позиции крайнего нападающего. Играл за сборную команду Канады .
Обладатель Кубка Стэнли . Провел более тысячи матчей в Национальной хоккейной лиге.

## Игровая карьера
Хоккейную карьеру начал в 1966 году в клубе «Флин-Флон Бомберс», выступавшем в Юниорской хоккейной лиге Манитобы и Западной хоккейной лиге.
В 1970 году был выбран на драфте НХЛ под 3-м общим номером клубом «Бостон Брюинз».
Выступал в НХЛ в течение 14 сезонов (1970—1983), защищал цвета команд «Бостон Брюинз», «Калифорния Голден Силз», «Филадельфия Флайерз» и «Детройт Ред Уингз».
В 1975 году выиграл Кубок Стэнли в составе «Филадельфии». В Финале Кубка Стэнли 1976 года стал лучшим снайпером розыгрыша (19 голов в 16 матчах) и завоевал «Конн Смайт Трофи».
За карьеру сыграл 934 матча в регулярных чемпионатах НХЛ и 94 игры в плей-офф Кубка Стэнли.
Провёл 6 игр за сборную Канады на Кубке Канады 1976 года.

## Тренерская работа
Тренировал клубы в Северной юниорской хоккейной лиге Онтарио.

## Награды и достижения
Клубные
- Первая команда всех звёзд МЮХЛ — 1967.
- Первая команда всех звёзд ЗКХЛ — 1968, 1969, 1970.
- Фоур Бронкос Мемориал Трофи — 1970.
- Обладатель Кубка Стэнли в составе «Филадельфия Флайерс» — 1975.
- Вторая команда всех звёзд НХЛ — 1976.
- Конн Смайт Трофи — 1976.
- Участник матча всех звёзд НХЛ — 1976, 1980.

Сборные
- Обладатель Кубка Канады — 1976.